# Tàrrega
Tàrrega ist eine katalanische Stadt in der Provinz Lleida im Nordosten Spaniens. Sie ist der Hauptort der Comarca Urgell.

## Geographische Lage
Die Stadt liegt etwa 40 Kilometer östlich von Lleida an der Nationalstraße II vom Madrid nach Barcelona und liegt etwa 90 km vor dieser Stadt.

## Teilorte
Altet (~110 Einwohner) - Claravalls (~150 E.) - Conill (seit 1980 unbewohnt) - El Talladell (~160 E.) - La Figuerosa (~60 E.) - Riudovelles (~10 E.) - Santa Maria de Montmagastrell (~80 E.) - Tàrrega (~15.500 E.)

## Geschichte
Die Ursprünge des heutigen Tàrrega gehen auf das 11. Jahrhundert zurück als der damalige Graf von Barcelona Ramon Berenguer I die dortige Burg eroberte. Von diesem Zeitpunkt an wuchs die Stadt rapide. Dank der Lage an einer strategischen Wegekreuzung spielte das mittelalterliche Tàrrega eine wichtige wirtschaftliche und territoriale Rolle. 1242 gewährte Jaume I der Stadt das Recht der Selbstverwaltung und 1458 Joan II das Marktrecht.
Die Krisen des 14. Jahrhunderts beendeten den Wohlstand der aufstrebenden Gemeinschaft. Die Pest entvölkerten die Stadt und der erforderliche Bau der Stadtmauern führte zu großen Ausgaben. Die Gemeinschaft wurde durch die feudale Willkür und das Banditentum verunsichert. Obwohl Kaiser Karl V. (Karl I. von Aragonien) das Wappen der Stadt mit dem Imperialen Adler aufwertete, entwickelte sich die Stadt im 15. und 16. Jahrhundert immer ländlicher und verschlossener, wurde beherrscht durch wenige Familien und war voller Ängste. Die Gründe waren vielfältig und stets vorhanden. Am schlimmsten waren die Kriege 1462–72, 1640–52, 1705–14, 1808–12 und 1822–23 sowie die drei Carlistenkriege.
Bis weit in das 19. Jahrhundert hinein war Tàrrega ein armer und archaischer Ort, allein abhängig von der Landwirtschaft. Erst in der zweiten Hälfte des Jahrhunderts, mit dem Bau der Eisenbahn Manresa - Tàrrega - Lleida (1860), des Canal d’Urgell (1862), dem Baubeginn für eine Wasser-, Strom-, Telegrafen- und Telefonversorgung und schließlich mit der Erhebung zur Stadt durch Alfons XII. begann der Aufstieg der neuen Stadt.

## Persönlichkeiten
- Henri Miro (1879–1950), Komponist, lebte in Kanada

## Städtepartnerschaften
- Blaye im Département Gironde, (Frankreich)